# Richard Trinkler
Richard Trinkler (Sirnach, 22 augustus 1950) is een voormalig Zwitsers wielrenner.
Hij was beroepsrenner van 1987 tot 1989. Hij was een beloftevol amateur, maar door zijn late overgang naar een beroepsrennerscarrière heeft hij daar slechts een beperkte erelijst gerealiseerd. Zijn belangrijkste overwinning als prof was de eindzege in de Ronde van Luxemburg in 1988.
Als amateur won hij onder andere tweemaal de Grand Prix Willem Tell, in 1979 en 1983.

## Resultaten in voornaamste wedstrijden
| Jaar | Ronde van Italië | Ronde van Frankrijk | Ronde van Spanje |
| ---- | ---------------- | ------------------- | ---------------- |
| 1987 | 61e              |                     |                  |
| 1988 |                  |                     |                  |

| Jaar |  | Wereldranglijsten |
| ---- |  | ----------------- |
| 1987 |  |                   |
| 1988 |  | 35e (UWB)         |

- Gemeinsame Normdatei: 1147722072
- Virtual International Authority File: 4088151304658549460009